# Норт-Андовер (Массачусетс)
Норт-Андовер (англ. North Andover) — місто (англ. town) в США, в окрузі Ессекс штату Массачусетс. Населення — 30 915 осіб (2020).

## Демографія
Згідно з переписом 2010 року, у місті мешкали 28 352 особи в 10 516 домогосподарствах у складі 7324 родин. Було 10964 помешкання
Расовий склад населення:
| - 88,7 % — білих - 6,3 % — азіатів - 1,8 % — чорних або афроамериканців - 0,1 % — корінних американців - 1,6 % — осіб інших рас |

До двох чи більше рас належало 1,5 %. Частка іспаномовних становила 4,9 % від усіх жителів.
За віковим діапазоном населення розподілялося таким чином: 26,2 % — особи молодші 18 років, 60,5 % — особи у віці 18—64 років, 13,3 % — особи у віці 65 років та старші. Медіана віку мешканця становила 40,1 року. На 100 осіб жіночої статі у місті припадало 91,3 чоловіків;  на 100 жінок у віці від 18 років та старших — 87,5 чоловіків також старших 18 років.
Середній дохід на одне домашнє господарство  становив 136 687 доларів США (медіана — 105 661), а середній дохід на одну сім'ю — 164 053 долари (медіана — 132 674). Медіана доходів становила 97 978 доларів для чоловіків та 68 889 доларів для жінок. За межею бідності перебувало 5,1 % осіб, у тому числі 5,2 % дітей у віці до 18 років та 4,0 % осіб у віці 65 років та старших.
Цивільне працевлаштоване населення становило 15 762 особи. Основні галузі зайнятості: освіта, охорона здоров'я та соціальна допомога — 27,8 %, науковці, спеціалісти, менеджери — 18,4 %, виробництво — 11,9 %, роздрібна торгівля — 9,3 %.